# Зангезур
Занґезур (вірм. Զանգեզուր) — історична область на південному сході Вірменії, на схилах Зангезурського хребта. Є однією з областей Східної Вірменії. Приєднаний до Росії за Ґюлістанським мирним договором 1813 року. За радянських часів в межах Зангезура розташовувалися Горісський, Кафанський, Мегринський і Сісіанський райони Вірменської РСР, з 1995 року — Сюнікська область Вірменії.

## Історичний нарис
Історично Занґезур був південною частиною давньовірменської провінції Сюнік. А. Редгейт зазначає, що виявлення афінської монети VI століття до н. е. в Зангезурі доводить наявність торговельних зв'язків між Вірменією та Малою Азією. На території Занґезура в 1960-і роки були виявлені написи царя Великої Вірменії Арташеса I (189—160 рр. до н. е.) арамейською мовою. На початку IV століття Сюнік, поряд з іншими провінціями Вірменії, був навернений в християнство. З дванадцяти гавар (повітів) Сюніка в межах Зангезура знаходилися сім (Чагук, Агахечк, Габанд, Багк або Балк, Дзорк, Аревік і Кусакан). На початку V століття тут вів проповідницьку та просвітницьку діяльність вірменський учений і просвітитель Месропа Маштоца. З 428 року до початку VII століття — частина Вірменського марзпанства Персії. В середині VII століття Занґезур, як і вся Вірменія, був захоплений арабами.
Наприкінці IX століття Занґезур як частина Сюніка увійшов до складу централізованого Вірменського царства, пізніше — Сюнікського царства (через те, що в 970-980-х роках політичний центр області Сюнік почав переміщатися на південь, в гавар Балк).
В XII столітті Сюнікське царство було розгромлено сельджуками. Після вигнання сельджуків на цій території існувало вірменське князівство династії Орбелянів (в 1236 році визнали над собою владу монголів)
В XVI столітті Занґезур увійшов до складу Тебрізського беглербегства держави Сефевідів, а з другої половини XVIII століття — Карабаського ханства. Протягом XVI—XVII століть, поряд з Нагірним Карабахом і Лорі, в Зангезурі продовжували існувати вірменські Мелік-феодали.
В XVII—XVIII століттях Занґезур і сусідні області стали ареною визвольних змагань вірменського народу проти Османської імперії та Персії. В 1722 році у Занґезурі і Нагірному Карабасі спалахнуло вірменське повстання. Через кілька років під проводом Давід-Бека, Мхітар-Бека і тер-Аветіса вірмени боролися з османськими окупантами. Перський шах Тахмасп II визнав владу Давід-Бека над областю.
За Ґюлістанським мирним договором 1813 року був приєднаний до Російської імперії, де 25 січня 1868 р при створенні Єлізаветпольскої губернії з частини Шушінського повіту Бакинської губернії і Ордубадського повіту Еріванської губернії був утворений Занґезурський повіт.
Як зазначає Н. Г. Волкова, в 1897 році 137,9-тисячне населення Занґезурського повіту (охоплював також території створених пізніше Лачинського, Зангеланського і Кубатлінського районів Азербайджанської РСР) включало 71,2 тис. азербайджанців (51,7%), 63, 6 тис. вірмен (46,2%), 1,8 тис. курдів (1,3%).
Після Жовтневої революції 1917 року, створення і розпаду Закавказької Демократичної Федеративної Республіки між Вірменією і Азербайджаном виникли суперечки з приводу приналежності ряду територій зі змішаним населенням, в числі яких був і Занґезур, який також став місцем запеклих вірмено-азербайджанських зіткнень і етнічних чисток.
Відступаючи на початку 1918 року із Західної Вірменії (Східної Анатолії) у зв'язку з виходом Росії з Першої світової війни і розвалом Кавказького фронту, вірменські добровільні збройні формування під командуванням Андраніка вивели на територію російської Вірменії до 30 тисяч вірменських біженців, в основному з Муша і Бітліса, яким загрожувала загибель. Частина біженців залишилася в Занґезурі, тоді як багато інших були розселені в сусідніх Еріванському і Шарур-Даралагезському повітах, звідки виганяли місцевих мусульман.
Після виведення турецьких військ із Закавказзя в кінці 1918 року вірменські збройні загони під командуванням Андраніка на території Занґезура продовжили етнічні чистки та знищення мусульманських селищ. Проте, командування британських окупаційних сил, керуючись своїми власними політичними цілями, не дозволило Андраніку поширити ці дії на Карабах. Вступивши в конфлікт як з англійськими інтервентами, так і з урядом Вірменії, Андранік вивів свій загін із Занґезура в Ечміадзін і в квітні 1919 року розпустив його.
У вересні 1919 року після відходу британських військ керівником оборони південної частини Занґезура (Капана) був призначений Гарегін Нжде, північної частини (Сісіана) — Погос Тер-Давтян. У листопаді під Герюсамі (Горісом) вірменські війська зуміли зупинити наступ азербайджанців, після чого перейшли в контрнаступ, розгромивши ряд укріплених азербайджанських селищ.
27 квітня 1920 року частини 11-ї Армії РСЧА перейшли кордон Азербайджанської Демократичної Республіки і 28 квітня увійшли в Баку. Тут була проголошена Азербайджанська Радянська Соціалістична Республіка.
10 серпня 1920 між Першою Республікою Вірменія і РРФСР було укладено угоду, за якою в спірні області (Карабах, Занґезур і Нахічевань) до врегулювання територіальних суперечок вводилися радянські війська. Після підписання угоди командуючий вірменськими військами в Зангезурі генерал Дро покинув Зангезур, однак його помічники — командуючий Капанським районом Гарегін Нжде і командуючий Сісіанським районом Погос Тер-Давтян — відмовилися визнавати угоду, побоюючись, що Зангезур буде відданий Радянському Азербайджану.
Дашнакські загони розпочали партизанську війну проти радянських військ і союзних їм турецьких частин. На початку жовтня 1920 року в регіоні виникло масове повстання проти Радянської влади. В боях з РСЧА незабаром загинув Тер-Давтян, і Нжде одноосібно очолив повстання. До кінця листопада дві бригади 11-ї армії РСЧА і кілька турецьких батальйонів (всього 1200 турок) були розгромлені повсталими, і Занґезур повністю перейшов під контроль повстанців.
25 грудня з'їзд, що відбувся в Татевському монастирі, проголосив «Автономну Сюнікську республіку», яку фактично очолив Нжде, який прийняв древній титул спарапета (головнокомандувача). Згодом Нжде поширив свою владу також на частину Нагірного Карабаху, з'єднавшись з діючими там повстанцями.
Тим часом 29 листопада 1920 року в Вірменії було проголошено радянську владу, після чого 30 листопада АзРевКом Радянського Азербайджану декларуючи намір покласти край територіальним суперечкам, погодився на включення Занґезура до складу утвореної Радянської Вірменії.
У грудні 1920 року між РРФСР і Вірменією був укладений договір, за яким Занґезур закріплювався за Вірменською РСР.
Після поразки лютневого повстання в центральній Вірменії частина повстанців перейла в Зангезур і приєдналися до загонів Нжде.
27 квітня 1921 року на території, що контролювалася повстанцями, була проголошена Республіка Гірська Вірменія, в якій Нжде зайняв пости прем'єр-міністра, військового міністра і міністра закордонних справ. Нжде, продовжуючи політику Андраніка Озаняна, домігся, за словами Клода Мутафяна, «ревірменізаціі» регіону.
У зв'язку з переходом частин РСЧА в наступ, 9 липня 1921 року Нжде, заручившись гарантіями керівництва Радянської Вірменії щодо збереження Занґезура в складі Вірменії, з рештою повстанців пішов в Іран.
За даними сільськогосподарського перепису 1922 р населення, що відійшло від Вірменської РСР частині Занґезурського повіту налічувало 63,5 тис. осіб, в тому числі 56,9 тис. (89,5%) вірмен, 6,5 тис. (10,2%) азербайджанців і 0,2 тис. (0,3%) росіян.

## Етимологія

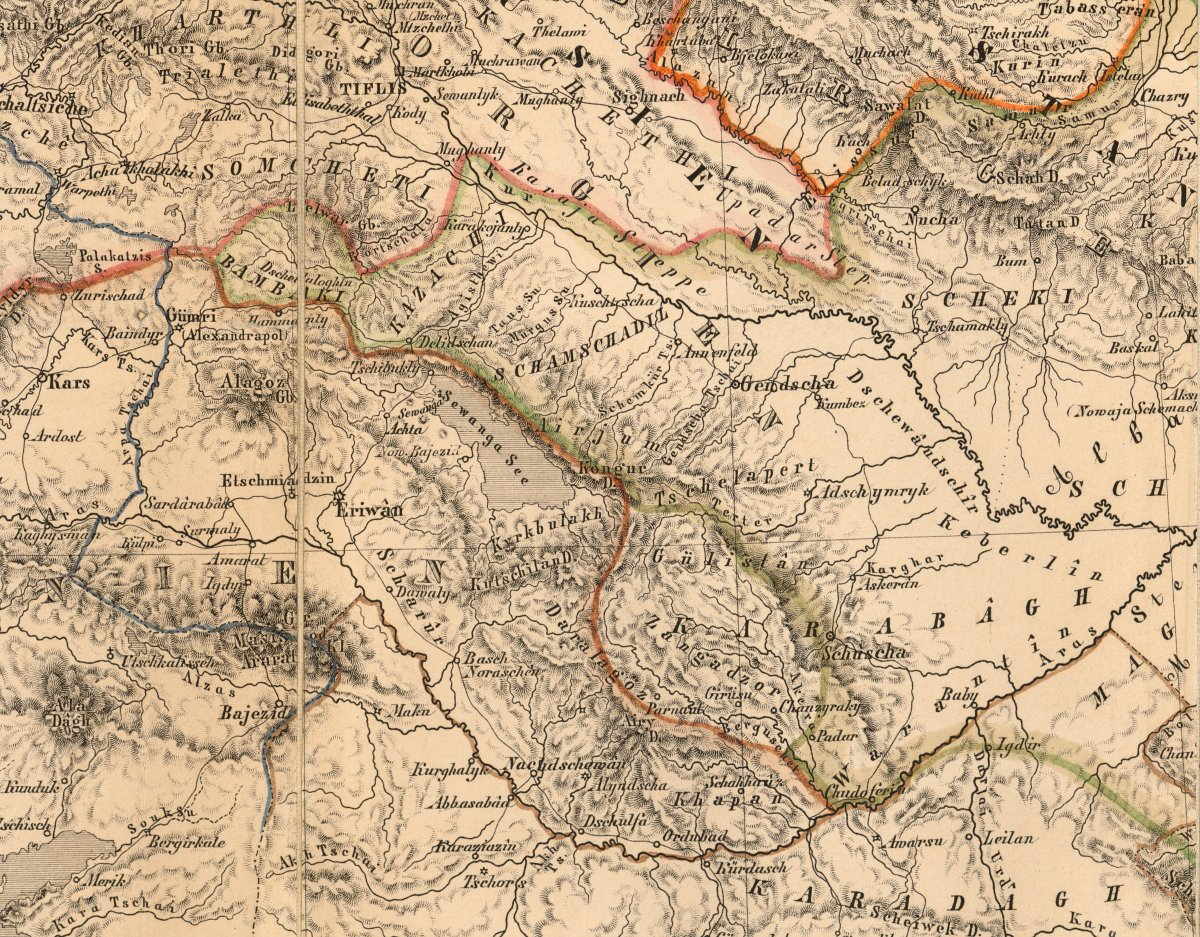
Німецькомовна карта від 1856 року на якій регіон позначений як Зангадзор (Zangadzor)

Існує декілька версій походження сдова «Занґезур».
Згідно Гевонда Алішана, походження слова «Занґезур» пов'язано з назвою фортеці Дзагадзор (нині село поруч з Горісом), від імені патріарха з роду Сісак. Згодом Дзагадзор у сусідніх персів перетворилося в Занґезур (в перській мові відсутній звук «дз»).
В літературі згадується також можливий зв'язок назви Занґезур з ще одним топонімом — назвою ущелини Цакедзор (вірм. Ծակեձոր, від вірменського «цак» — дірка, «дзор» — прірва, ущелина), розташованого на північний захід від Горіса в долині річки Горіс.
Топонім пояснюють також переказами, поєднанням вірм. «Занґ» («дзвін») і «дзор» (ущелина) [Ган, 1909], що для назви області не дуже зрозуміло. Відповідно до одного з переказів про дзвін, в основі слова лежить «Занґ зор», тобто потужний дзвін. В 2 км від Горіса був монастир, в якого був гучний дзвін.
Згідно з вірменською народною традицією, назва Занґезур стала вживатися з часів завоювань Тамерлана. Вірменський князь на ім'я Мгер пропонує допомогу Тамерлану, сказавши що той не зможе завоювати Сюнік, поки в селі Хот є цар-дзвін, який сповістить князівство в разі небезпеки. Тамерлан обіцяв золото і владу зраднику, якщо той змусить дзвін замовкнути. Змовники розпалюють вночі багаття, заглушивши звук дзвону, і коли армія Тамерлана, перейшовши річку Аракс, вторгається в Сюнік, спроби оповістити народ виявляються марними. Князівство впало за одну ніч, а люди здивовано запитували «чому не били в дзвін?». Деякі відповідали «дзвін марний» що по-вірменськи (по-вірменському) звучить: «Занґ зур е» (арм: զանգը զուր է). Після цього князівство стали також називати Занґезур.

## Промисловість
У Занґезурі працює Каджаранський мідно-молібденовий комбінат, найбільший у Вірменії комбінат із збагачення мідно-молібденових руд, який експлуатує Каджаранське мідно-молібденове родовище, одне з найбільших родовищ мідно-молібденових руд в світі. Частка молібдену даного ратовища в світі дорівнює приблизно 7%. Продукція комбінату, поставляється в Європу.

## Галерея

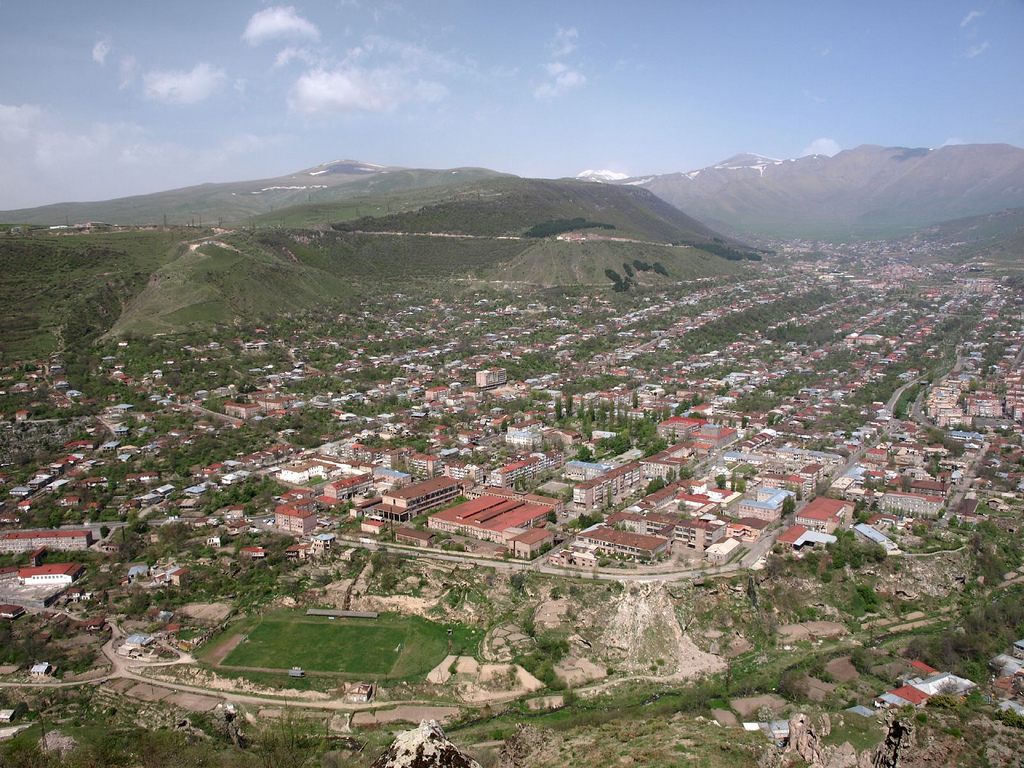
місто Горіс
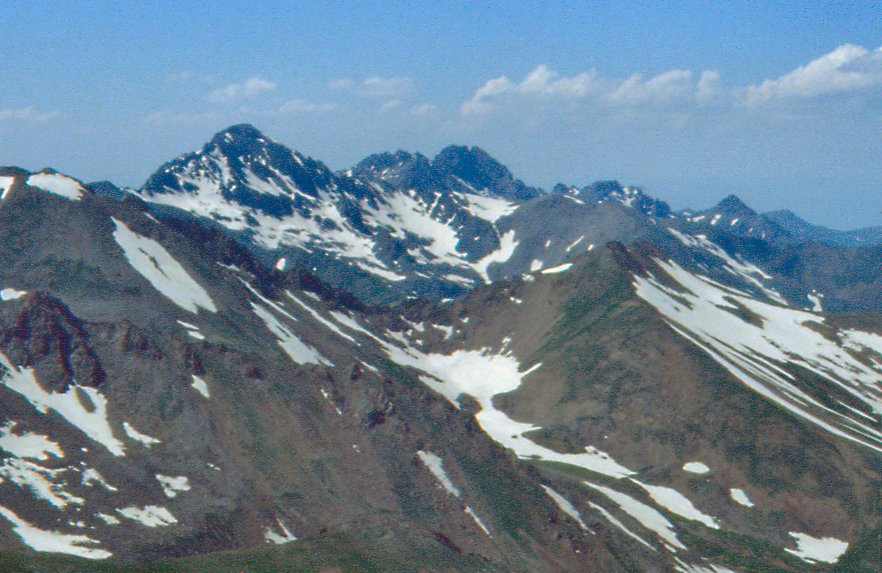
гора Капутджух (Капиджік) на кордоні Азербайджану (Нахічеванської Автономної Республіки) та Вірменії
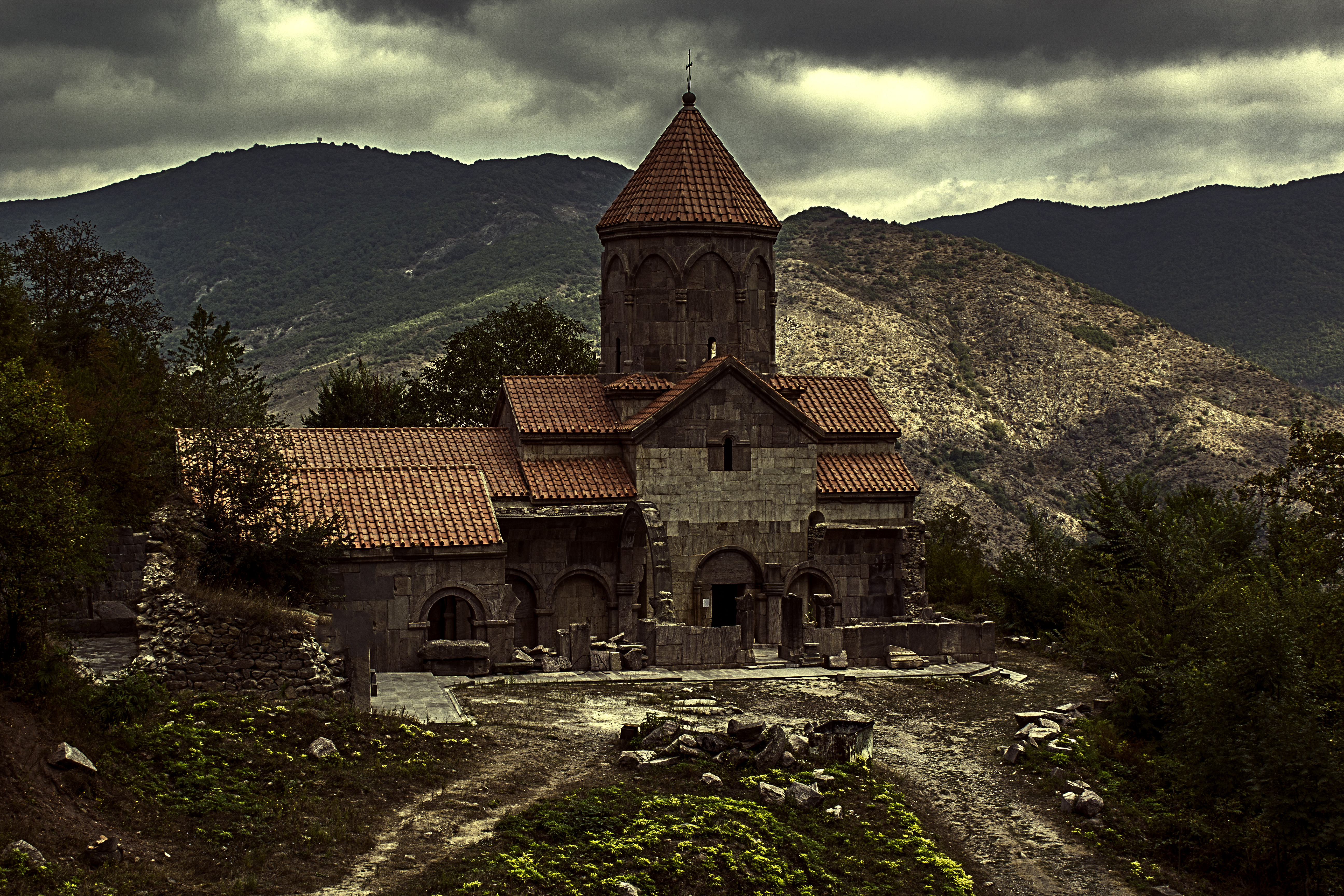
Монастир Ваганаванк, X-XI ст.
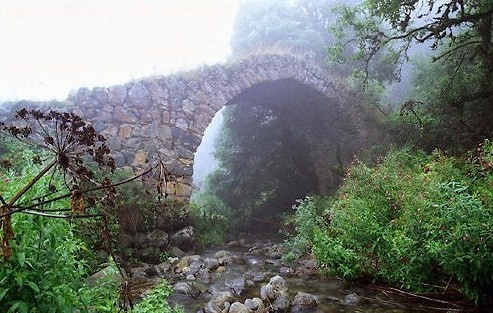
міст IV-VI століть біля міста Капан
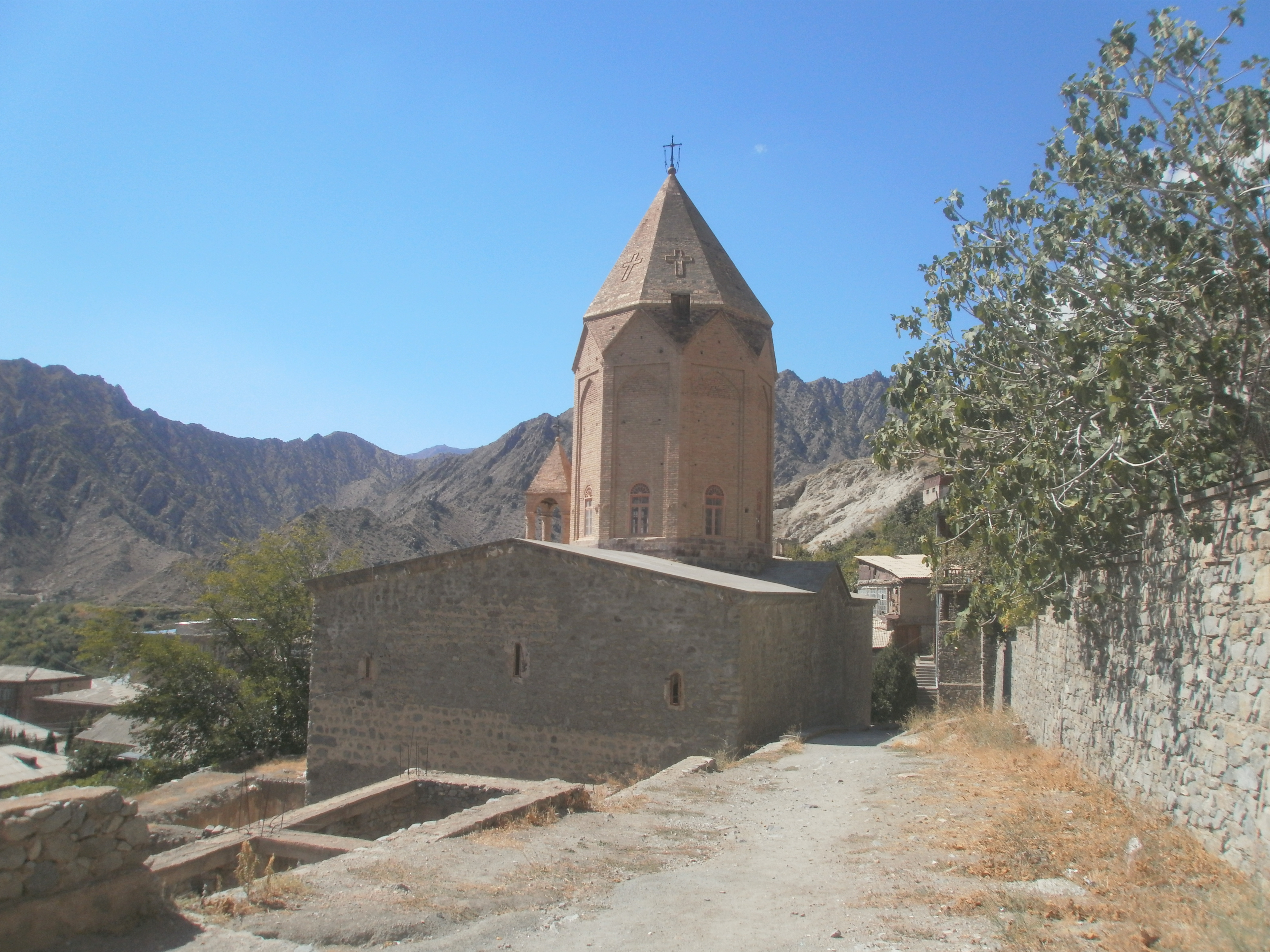
Мегрі, церква св Богородиці, 1673 рік
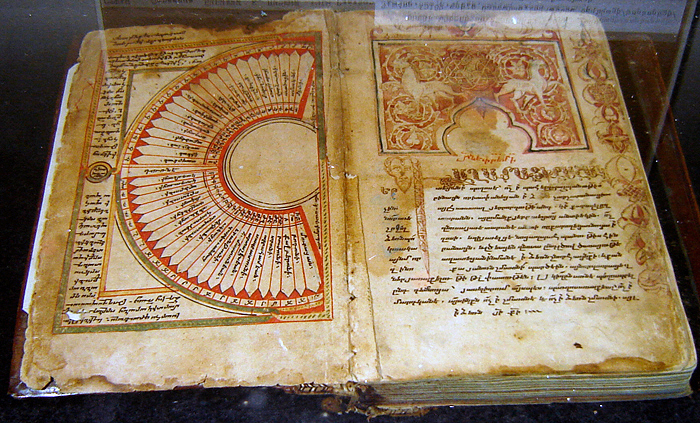
Вірменський манускрипт XIII століття з Занґезура
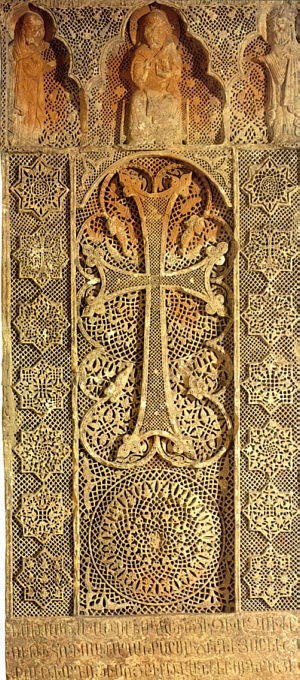
Хачкар вірменського архітектора Момік, 1306 рік

## Історичні джерела
- Степанос Орбелян. История Сюника. — Ер. : Советакан грох, 1986.(вірм.)